# Тай (село)
Тай (каз. Тай) — село в Павлодарской области Казахстана. Находится в подчинении городской администрации Экибастуза. Расположено на правом берегу реки Оленты, в 91 км к северо-западу от Экибастуза и в 230 км к западу от Павлодара. Административный центр Олентинского сельского округа. Код КАТО — 552249100.

## История
Село до 1972 года входило в состав Краснокутского района. Село было центральной усадьбой бывшего овцеводческого совхоза «Олентинский», образованного в 1961 году на базе земель совхозов «Экибастузский», «Аккольский» и госземфонда.

## Население
В 1985 году в селе проживало 1482 человек. В 1999 году население села составляло 712 человек (372 мужчины и 340 женщин). По данным переписи 2009 года, в селе проживало 390 человек (200 мужчин и 190 женщин).